# Сиромахомилство
Сиромахомилството е разновидност на социализма сред дребната буржоазия в България от края на XIX – началото на XX век. Негов идеолог е българският общественик и публицист Спиро Гулабчев.
Гулабчев още от студентските си години е повлиян от идеите на руските революционери демократи, на федералиста народник Михайло Драгоманов, както и от анархистките идеи на Михаил Бакунин и други. Гулабчев се опитва да приспособи смесицата от революционно-демократически, анархистки и народнически идеи към условията в България по това време. Сиромахомилството е пропагандирано сред интелигенцията, защитавайки сиромасите и техните интереси. То се стреми към създаването на ново общество, в което основни цели са децентрализацията, равноправието и пълната свобода. Гулабчев обявява възгледите си за ново учение и го нарича сиромахомилство, чиято пропаганда той провежда тайно сред българската интелигенция и младеж. Спиро Гулабчев развива значителна просветна, печатна и устна пропаганда.